# Direttore artistico (pubblicità)
Il direttore artistico è una figura professionale, tipica della comunicazione pubblicitaria, che si occupa di studiare la parte visuale, grafica e tipografica della comunicazione di un prodotto o servizio. Lavora in coppia con il copywriter che si occupa della parte scritta e tutti e due insieme cercano il concetto creativo. Il direttore artistico non va confuso con il direttore creativo, figura a capo del reparto che si occupa della creatività, e che coordina l'attività delle coppie formate da direttore artistico (art director) e redattore pubblicitario (copywriter). Quest'ultimo ha un senso più lato e identifica figure simili per responsabilità e scopi, fondamentali anche in altri settori: editoria, cinema, teatro, design, animazione, arti visive in genere.

## Competenze
Il direttore artistico deve avere una solida competenza circa la comunicazione visuale e deve conoscere il valore evocativo e simbolico delle immagini, soprattutto se accompagnate ed esplicitate da un testo (solitamente composto da headline e body-copy). Egli deve inoltre selezionare i professionisti più adatti (fotografi, illustratori, grafici, registi, scenografi) ad ottenere l'effetto voluto.
La riflessione su cosa un'immagine possa significare da sola e poi esplicitata è fondamentale, ad esempio, quando si vuole pianificare una campagna teaser. "Teaser" viene dall'inglese to tease, "stuzzicare", "intrigare", "incuriosire" e indica quelle campagne di comunicazione in cui le prime uscite presentano un'immagine o uno spot televisivo breve che non spiega chiaramente quale sia la natura del prodotto o servizio, ma induce chi guarda a chiedersi cosa si voglia dire davvero. Questo aumenta la soglia di interesse e di attenzione del pubblico quando inizia la campagna vera e propria.
Il caso della teaser, forse ancora più delle normali campagne pubblicitarie, chiarisce quanto il ruolo del direttore artistico possa essere assolutamente determinante: se la teaser è ovvia, è una perdita di tempo, costi e spazi pubblicitari; se è troppo cervellotica può irritare chi la osserva o indurre un'opinione, rispetto al prodotto, del tutto falsata.
In campo editoriale il direttore artistico studia l'immagine della casa editrice e delle sue collane, selezionando illustratori, fotografi e grafici e scegliendo le immagini per le copertine.
Spesso, nelle case editrici minori, la figura del direttore artistico coincide con quella del designer che si occupa dei progetti grafici.

## Metodologia di lavoro
Nel cercare un visual convincente per il prodotto o servizio, il direttore artistico parte dalla considerazione di cosa il prodotto sia, di cosa offra e di cosa si voglia dire di questi aspetti. Inoltre considererà attentamente a che tipo di persone, con che mezzi di diffusione e con che costi e tempi si voglia e si possa comunicare.

Si incarica, quindi, di individuare o concepire ex novo l'immagine (o serie di immagini correlate) trainante dei vari prodotti. La scelta è certamente anche influenzata dal mezzo scelto: campagna stampa su quotidiani o periodici, campagna televisiva, multimedia, reti di formazione, pubbliche relazioni e tutto ciò che si renda necessario o produttivo. L'immagine potrà essere fotografica, illustrata o un misto delle due cose. La scelta tra queste dipenderà dal prodotto e dal messaggio che si vorrà dare, oltre che dalla storia comunicativa del prodotto e dai gusti personali del direttore artistico e del cliente. Nella pratica, il direttore artistico non sceglie solo il concetto visivo (visual) trainante, ma studia anche l'impianto grafico e la scelta tipografica che fanno da cornice al visual.
Il direttore artistico inoltre è responsabile del reparto grafico e supervisiona il lavoro di una variegata serie di professionisti quali i grafici, che declinano il concetto principale sviluppato dal direttore artistico sui diversi mezzi scelti; gli esecutivisti, che si occupano dell'aspetto tecnico della comunicazione, ovvero che il materiale sia rigoroso e coerente con le norme di impaginazione, non presenti difetti che possono pregiudicarne la resa sui mezzi scelti o farlo giudicare come raffazzonato ed eseguito con superficialità. Il direttore artistico, inoltre, seleziona e supervisiona fotografi, illustratori e scenografi, truccatori, registi, cromisti, stampatori, fotolitisti, legatori, agenzie di pubbliche relazioni (le cosiddette PR) e tutti coloro che concorrono a dare il risultato finale e professionalmente allo stato dell'arte di quel visual che lui stesso ha concepito.

Per scegliere con criterio il visual giusto, il direttore artistico deve poter fare delle valutazioni di marketing basandosi su dati il più possibile certi ed affidabili. Il valore e il significato di un'immagine, infatti, è strettamente relazionato con le caratteristiche del target di riferimento.

In altre parole, una data immagine evocherà determinati concetti in determinate fasce della società, che hanno alcune caratteristiche specifiche e non altre, mentre in altre non evocherà nulla perché l'utenza non sarà interessata al prodotto. Ad esempio, non è rilevante per un giovane single di 25 anni se un pannolino per bambini irriti o meno la pelle, perché è assai probabile che il single in questione non abbia bambini e dunque non sia interessato a un prodotto per loro. Potrebbe, invece, essere interessato ad una pensione integrativa o ad una assicurazione, perché probabilmente è all'inizio della sua carriera, magari di lavoratore autonomo.

## Contesto lavorativo
Dal punto di vista del settore, va detto che il lavoro pubblicitario e di comunicazione soffre, in misura variabile, di tempi e costi limitati rispetto ai risultati che si desidera ottenere. Non sempre, inoltre, è possibile operare le scelte migliori dal punto di vista comunicativo per una variegata serie di ostacoli, non ultimo tra i quali lo stile che il cliente decide di imporre alla comunicazione del suo prodotto.
Dal punto di vista dello sviluppo della carriera, è assai frequente che un direttore artistico passi un periodo lavorativo iniziale, familiarmente detto "gavetta", di considerevoli moli di lavoro in larga misura mal pagate. Dal momento che il mestiere del direttore artistico matura in larga misura nella pratica lavorativa quotidiana, non è raro che la gavetta possa durare anni, anche a seconda delle condizioni più o meno floride del mercato economico di riferimento.
Nel settore, inoltre, vi è una competizione molto forte e, quantomeno in Italia, scarse tutele professionali e ancor più scarse tutele sindacali: la comunicazione risulta essere soggetta ad un ricambio di personale molto frequente e i creativi migliori tendono a cambiare agenzia spostandosi, se necessario, anche all'estero. Dunque il senso di appartenenza ad una categoria professionale ben precisa stenta a formarsi e il rapporto lavorativo è gestito molto spesso fuori dai contratti nazionali e dalle loro conseguenti tutele.
Tuttavia, le caratteristiche del settore portano i creativi a costruirsi una professionalità di alto livello, una forma mentis orientata all'autoapprendimento, una solida esperienza di prodotto, una estrema adattabilità alle esigenze del mercato e del lavoro. Permettono loro di conoscere altri colleghi e professionisti del settore e, soprattutto, molti clienti diversi. Tutto ciò diventa fondamentale quando il direttore artistico voglia decidere di aprire un'agenzia in proprio o in società con qualche collega, spesso un copywriter, di cui possa fidarsi e con cui ci sia un buon rapporto di lavoro.
Da ultimo, ma non per importanza, un creativo del settore comunicazione deve affrontare quotidianamente la responsabilità di ciò che comunica, dei bisogni che induce nel pubblico, dei messaggi e del ritratto umano che tratteggia a chi lo guarda. Qualora una certa campagna di comunicazione risultasse offensiva è consueto che intervenga il Giurì dell'Istituto dell'autodisciplina pubblicitaria, che oscura la campagna stessa e obbliga a produrne una in linea con la deontologia della professione e il rispetto del pubblico.